# A Matter of Size
A Matter of Size (hebreu: סיפור גדול‎) és una pel·lícula israeliana de 2009. El cuiner Herzl, amb sobrepès, perd el seu treball en el menjador d'un restaurant d'amanides de l'aeroport quan els clients es queixen que no és presentable per la seva mida. Herzl troba feina com rentaplats en un restaurant japonès, descobrint un món on la gent de gran mida són honrats i apreciats. Ell convenç els seus companys, d'un grup d'autoajuda per baixar de pes, a iniciar un club de lluita de sumo. Kitano, propietari del restaurant japonès, entrenarà el grup d'amics.

## Repartiment
- Itzik Cohen - Herzl
- Dvir Benedek - Aharon
- Alon Dahan - Gidi
- Shmulik Cohen - Sami
- Irit Kaplan - Zehava
- Togo Igawa - Kitano